# Streets of Philadelphia
Singles de Bruce Springsteen
57 Channels (And Nothin' On)
(1992) Secret Garden
(1995)
Streets of Philadelphia est une chanson écrite, composée et interprétée par Bruce Springsteen pour le film Philadelphia, de Jonathan Demme, en 1993. Elle est utilisée dans le générique de début et paraît sur la bande originale du film, la même année, puis en single en 1994.
La chanson obtient un énorme succès étant classé numéro un dans certains pays d'Europe comme la France, l'Autriche, l'Allemagne et se classe neuvième des meilleures ventes de singles aux États-Unis. Elle a reçu le Grammy Award de la chanson de l'année et l'Oscar de la meilleure chanson originale.

## Historique
Au début de l'année 1993, Jonathan Demme, réalisateur de Philadelphia, demande à Bruce Springsteen d'écrire une chanson pour le film en cours, et en juin, après la conclusion du Other Band Tour, le chanteur-auteur-compositeur l'écrit, l'enregistre, fournissant la quasi-totalité de l'instrumentation, avec Tommy Simms, membre de sa tournée, qui fait de la basse. Furent ajoutés du saxophone et les voix d'Ornette Coleman et "Little" Jimmy Scott, respectivement, qui ont été enregistrées mais jamais utilisées, sauf pour la scène du film où Tom Hanks quitte le bureau de Denzel Washington.

### Single
Streets of Philadelphia est paru en single en février 1994.

### Clip
Le clip réalisé par Jonathan Demme et son neveu Ted Demme, montre Springsteen marcher le long de rues désertes de Philadelphie. La scène est entrecoupée de séquences du film. Le Rittenhouse Square, les rives du fleuve Delaware et le pont Benjamin-Franklin sont visibles. Tom Hanks apparaît également vers la fin.

### Accueil
Streets of Philadelphia atteint une plus grande popularité en Europe qu'aux États-Unis. Alors que le single atteint la 9e place du Billboard Hot 100, il est devenu numéro un des meilleures ventes de singles en Allemagne et France.  Il a également atteint la 2e place des meilleures ventes au Royaume-Uni, devenant la chanson de Springsteen la mieux vendue en single dans le pays, et obtient la 4e place en Australie. La chanson a été incluse dans l'album All Time Greatest Movie Songs, publié par Sony en 1999. La chanson, ainsi que la popularité de Bruce Springsteen dans le monde, a également grandement contribué à la ville de Philadelphie à obtenir une image au monde.
Elle obtient plusieurs récompenses notamment aux Grammy Awards, en 1994 dans les catégories « meilleure chanson de film », « chanson rock de l'année », « performance vocale rock masculine de l'année » et « chanson de l'année » et au MTV Video Music Awards dans la catégorie « meilleur clip d'une musique de film ».
Mais Streets of Philadelphia a obtenu aussi la reconnaissance du monde du cinéma en obtenant l'Oscar de la meilleure chanson originale. À noter que la chanson Philadelphia, figurant sur la bande originale, et interprétée par Neil Young, fut nommé aux Oscars dans la même catégorie.
Elle est également sélectionnée par le Rock and Roll Hall of Fame pour faire partie de la liste des 660 « chansons qui ont façonné le rock 'n' roll ».

## Classements et certifications
| Classement (1994)                             | Meilleure place |
| --------------------------------------------- | --------------- |
| Allemagne (GfK Entertainment)                 | 1               |
| Australie (ARIA)                              | 4               |
| Autriche (Ö3 Austria Top 40)                  | 1               |
| Belgique (Flandre Ultratop 50 Singles)        | 2               |
| Canada (RPM 100 Singles)                      | 1               |
| États-Unis (Billboard Hot 100)                | 9               |
| États-Unis (Billboard Adult Contemporary)     | 3               |
| États-Unis (Billboard Mainstream Rock Tracks) | 25              |
| États-Unis (Billboard Top 40 Mainstream)      | 13              |
| Irlande (IRMA)                                | 1               |
| Italie (FIMI)                                 | 1               |
| France (SNEP)                                 | 1               |
| Norvège (VG-lista)                            | 1               |
| Nouvelle-Zélande (RMNZ)                       | 3               |
| Pays-Bas (Single Top 100)                     | 5               |
| Royaume-Uni (UK Singles Chart)                | 2               |
| Suède (Sverigetopplistan)                     | 3               |
| Suisse (Schweizer Hitparade)                  | 2               |

| Pays                    | Certification | Date             | Exemplaires |
| ----------------------- | ------------- | ---------------- | ----------- |
| Allemagne (BVMI)        | Or            | 1994             | 250 000     |
| Australie (ARIA)        | Platine       | 2017             | 70 000      |
| Autriche (IFPI)         | Or            | 18 mai 1994      | 15 000      |
| Danemark (IFPI Danmark) | Or            | octobre 2020     | 45 000      |
| États-Unis (RIAA)       | Or            | 26 avril 1994    | 500 000     |
| France (SNEP)           | Or            | 18 août 1995     | 250 000     |
| Italie (FIMI)           | Or            | 2014             | 35 000      |
| Norvège (IFPI)          | Or            | 1994             | 5 000       |
| Royaume-Uni (BPI)       | Platine       | 25 décembre 2020 | 600 000     |